# Роммель, Эрвин
Э́рвин Йоханнес Ойген Ро́ммель (нем. Johannes Erwin Eugen Rommel, 15 ноября 1891, Хайденхайм-на-Бренце, Королевство Вюртемберг, Германская империя — 14 октября 1944, Херрлинген, Германия) — немецкий военачальник, генерал-фельдмаршал (1942) и командир войск Оси в Северной Африке.

## Биография

### Детство, семья и характер
Его отец был школьным учителем, а мать — дочерью бывшего президента правительства Вюртемберга. У Эрвина было два брата: Карл и Герхард. Карл впоследствии стал преуспевающим стоматологом, а Герхард — оперным певцом. Кроме того, у него была сестра, Хелен, которую он очень любил. Впоследствии она стала учителем искусства и рукоделия в вальдорфской школе в Штутгарте. Роммель мечтал стать авиационным инженером, однако отец поставил его перед выбором между профессией учителя и военной службой. Военная служба представлялась Роммелю более предпочтительной, и он выбрал её.

### Начало карьеры
В июле 1910 года начал службу фанен-юнкером (кандидат в офицеры) в пехотном полку. В 1911 году закончил Данцигскую военную школу. В январе 1912 года получил звание лейтенанта. В 1912 году Роммель влюбился в двадцатилетнюю Вальбургу Штеммер. Он серьёзно думал о женитьбе, но не имел такой возможности. В то время офицер при женитьбе должен был внести залог в 10 000 марок. Эта сумма намного превышала его финансовые возможности. Когда его отец в 1913 году узнал об этой связи, он немедленно потребовал от Роммеля её прервать. Эрвин Роммель отказался. Вальбурга была к тому времени уже на пятом месяце беременности. Его отец об этом так и не узнал — в декабре того же года Роммель-старший скончался. Но на протяжении всей жизни Эрвин не бросал Вальбургу и их общую дочь Гертруду, часто с ними встречался и помогал финансово. В 1928 году Вальбурга покончила с собой. Обучаясь в офицерской школе, в 1911 году он познакомился со своей будущей женой, Люси Моллен. Официально они поженились в 1916 году по настоянию матери Роммеля. Единственный их ребёнок, сын Манфред, родился в канун Рождества 1928 года; впоследствии, с 1974 года по 1996 год Манфред был обер-бургомистром города Штутгарта.

### Первая мировая война
Во время Первой мировой войны служил в Альпийском батальоне на горной границе с Италией (Итальянская кампания) и Румынией (Румынская кампания). В ходе боев у горы Капоретто Роммель захватил важные стратегические позиции, вынудив при этом сдаться превосходящие силы итальянцев и захватив большое количество трофейного оружия. За этот смелый манёвр молодой офицер получил высшую военную награду Германии — орден Pour le Mérite. Был ранен, получил Железные кресты второго (сентябрь 1914) и первого (март 1915) классов и семь других орденов. В октябре 1917 произведён в капитаны.
Известен эпизод, который является свидетельством мужества и героизма молодого Эрвина Роммеля. Так, 22 августа 1914 года, во время стремительного наступления немцев на Париж, вошедшего в историю как битва на реке Марна, Роммель вместе с подчинённым ему взводом проводил разведку. Стоял густой туман, когда он и три его солдата подошли к небольшой деревеньке, которую удерживали французы. Обойдя домик фермера, Роммель столкнулся на дороге лицом к лицу с двадцатью вражескими солдатами. И хотя противник из-за густого тумана не заподозрил засады, Эрвин, не раздумывая, приказал открыть по ним огонь. Пока шла перестрелка, подоспел подчинённый Роммелю взвод. Наступление на деревню, проведённое без санкции командира батальона, удалось. В то время как половина солдат поджигала дома и амбары, другая половина атаковала французов, в итоге вынужденных отступить. В этом бою впервые проявились храбрость Роммеля и его склонность к авантюрным действиям.

### Межвоенный период
После подписания Версальского договора продолжил службу в рейхсвере. Командовал батальоном, служил инструктором в Дрезденской пехотной школе, затем преподавал в Потсдамской военной академии. В 1937 году опубликовал свои военные дневники под названием «Infanterie greift an» (с нем. — «Пехота атакует»), получил звание полковника. С 1938 года — начальник Терезианской военной академии. С 25 августа 1939 по 5 февраля 1940 года — комендант штаб-квартиры Гитлера.

### Вторая мировая война

#### Французская кампания
5 февраля 1940 года в звании генерал-майора назначен командиром 7-й танковой дивизии на Западном фронте, участвовавшей в реализации плана «Гельб» (нем. Fall Gelb), во время войны с Францией. 27 мая 1940 года за бои на Западном фронте награждён Рыцарским крестом (№ 43), а также планками к Железным крестам 2-й и 1-й степени (то есть, повторное награждение).

#### Североафриканская кампания
C 14 февраля 1941 года генерал-лейтенант Роммель командовал Африканским корпусом (нем. Deutsches Afrika-Korps (DAK)) с задачей отбросить британские войска в Египет и тем самым улучшить положение итальянских войск в Северной Африке, фактически разгромленных британскими силами. В декабре 1940 года британцы в Северной Африке начали наступление против итальянских войск. В течение двух месяцев итальянцы были отброшены больше чем на 600 миль и потеряли 130 000 человек, сумев уничтожить при этом всего 2000.
12 февраля 1941 года передовые подразделения немецкого Африканского корпуса под командованием Роммеля прибыли в Триполи. Основные силы Африканского корпуса должны были прибыть в Триполи только через месяц, но даже к концу марта они все ещё не прибыли полностью. Первое, что сделал Роммель — это приказал построить макеты танков, устанавливая фальшивые орудия на автомобили Volkswagen для того, чтобы обмануть англичан, заставив их думать, что немецкие силы значительно больше, чем на самом деле. 19 марта он приказал не нападать на англичан. Англичане подумали, что сражение закончено, и предоставили командующему армией «Нил» О’Коннору отпуск. 7-ю бронетанковую дивизию заменили на 2-ю бронетанковую, фактически не имевшую боевого опыта, а австралийских ветеранов заменили на 9-ю пехотную дивизию. Фактор неожиданности также был полностью на стороне германского командующего. Через пять дней, не дожидаясь прибытия основных сил, Роммель сразу же бросил в бой все имевшиеся (довольно скромные по численности) части в надежде отвлечь англичан от полного уничтожения итальянской армии (первый эшелон 5-й легкой африканской дивизии, 3-го танкового полка, а также сапёрные и разведывательные части). Это пробное контрнаступление оказалось настолько удачным, что менее чем через две недели англичане были отброшены на тысячу миль назад. Через несколько дней Африканский корпус захватил ряд важных в стратегическом отношении городов, а затем устремился вглубь Египта, к Нилу. В те дни англичане отступали с такой скоростью, что немецкие передовые моторизованные подразделения не успевали их преследовать, а речи об организованном сопротивлении даже и не шло.
20 марта 1941 года Роммель награждён Дубовыми Листьями (№ 10) к Рыцарскому кресту. 1 июля 1941 года произведён в генералы танковых войск. С 1 сентября 1941 года Роммель командует танковой группой «Африка». К концу 1941 года, когда наступательные возможности немецких войск были исчерпаны, британцам удалось закрепиться в Бенгази. В декабре 1941 года, используя слабость снабжения и усталость частей танковой группы «Африка», британская армия, имевшая существенный перевес в живой силе и технике, предприняла хорошо спланированное наступление, вынудив войска Роммеля оставить Киренаику и отойти на исходные позиции, к границам Триполитании. Тем не менее, Роммелю удалось избежать приготовленной для него ловушки и не допустить окружения своих частей, сохранив при этом бо́льшую часть боевой техники. После чего за ним прочно закрепилось прозвище «Лис пустыни». Уинстон Черчилль, выступая в Палате общин, сказал: «Мы имеем перед собой весьма опытного и храброго противника и, должен признаться, несмотря на эту опустошительную войну, — великого полководца» («We have a very daring and skillful opponent against us, and, may I say across the havoc of war, a great general»).
Британский главнокомандующий силами Среднего Востока генерал Окинлек летом 1941 года издал следующий уникальный приказ, не имеющий аналогов:

Всем командирам и начальникам штабов
От: Главнокомандующего
Существует реальная опасность, что наш друг Роммель станет для наших солдат колдуном или пугалом.
О нём и так уже говорят слишком много. Он ни в коем случае не сверхчеловек, хотя он очень энергичен и обладает способностями. Даже если бы он был сверхчеловеком, было бы крайне нежелательно, чтобы наши солдаты уверовали в его сверхъестественную мощь.
Я хочу, чтобы вы всеми возможными способами развеяли представление, что Роммель является чем-то большим, чем обычный германский генерал. Для этого представляется важным не называть имя Роммеля, когда мы говорим о противнике в Ливии. Мы должны упоминать «немцев», или «страны Оси», или «противника», но ни в коем случае не заострять внимание на Роммеле.
Пожалуйста, примите меры к немедленному исполнению данного приказа и доведите до сведения всех командиров, что, с психологической точки зрения, это дело высочайшей важности.
К. Дж. Окинлек

20 января 1942 года Гитлер награждает Роммеля Мечами (№ 6) к Рыцарскому Кресту с Дубовыми Листьями. 30 января 1942 — Роммель произведён в звание генерал-полковника. С 21 февраля 1942 — командующий танковой армией «Африка».
Самый яркий момент военной карьеры пришёлся на 20 июня 1942 года, когда Роммель командовал армией «Африка» в битве за город Тобрук, в то время представлявший собой самую укреплённую крепость в Африке. Считалось, что взять его невозможно. Это был главный плацдарм союзников и, хотя его и раньше блокировали, штурмовали множество раз, выбить защитников из крепости не удавалось. Утром 20 июня пикирующие бомбардировщики Ju-87 «Штука» сбросили бомбы на минное поле, сапёры расчистили проход, и сотни танков устремились в пробоину прямо на защитные линии. Ночью и утром 21 июня последние очаги сопротивления в отдаленных районах города были подавлены. После того, как Тобрук был взят, ситуация изменилась в пользу Германии, а Эрвин Роммель попал на страницы британских газет.
Не дав противнику опомниться, Роммель предпринимает дерзкое по замыслу контрнаступление против превосходящих сил британцев, получившее название «Аида», и к июлю 1942 части его армии находились уже возле Эль-Аламейна, всего в 100 километрах от Александрии и дельты Нила. За две недели стремительного наступления Роммель отбросил превосходящую британскую армию назад, на исходные позиции в районе дельты Нила. Для английских войск это был один из самых тяжёлых моментов за все время войны. 22 июня 1942 года Роммелю присвоено звание генерал-фельдмаршала.
В то же время из-за острейшей нехватки топлива и отсутствия подкреплений в живой силе и материальной части наступление армии Роммеля постепенно останавливалось. До конца октября 1942 года в Северной Африке установилось шаткое равновесие: немецко-итальянские силы не имели горючего для своих моторизованных частей, а англичане накапливали силы за счет свежих колониальных дивизий и новейшей боевой техники, прибывающей из США.
Положение усугубилось и тем, что у Роммеля проявилась острая форма амебной дизентерии, и он был вынужден вылететь в Германию для госпитализации. Поэтому, когда англичане начали своё наступление, фельдмаршалу пришлось срочно, не закончив лечения, возвращаться в Африку, но он прибыл уже после того, как битва при Эль-Аламейне была проиграна. Менее чем за две недели танковая армия «Африка» была отброшена на тысячу километров назад, в Тунис.
8 ноября 1942 года американские войска высадились в Марокко и Алжире, что фактически означало перед лицом подавляющего превосходства англо-американских войск попадание итало-немецких сил в стратегическую ловушку. Несмотря на это, Роммелю все же удалось провести ещё одно наступление на превосходящие силы американцев в районе Кассеринского перевала и нанести им серьёзный урон, но это не принесло ощутимого успеха.
После провала операции Роммель решил, что единственным способом спасения подконтрольных ему армий является их эвакуация. Поэтому 9 марта 1943 года, оставив фон Арнима командовать армиями, он покинул Тунис и, сославшись на болезнь, улетел в штаб Гитлера на территории Украины для того, чтобы убедить его оставить Тунис и вернуть находящиеся там армии в Европу. Гитлер ответил отказом. Более того, Роммель был отстранён от дальнейшего участия в африканской кампании, командующим группой армий «Африка» официально стал фон Арним. В мае 1943 года, через два месяца боев, блокированные в Тунисе с суши и моря немецкие и итальянские войска капитулировали.
За Африканскую кампанию 11 марта 1943 года Роммель был награждён Бриллиантами (№ 6) к Рыцарскому кресту с Дубовыми листьями и Мечами.

#### На Западном фронте
С 20 мая по 12 июля 1943 года Роммель возглавлял названную в его честь оперативную группу и отвечал за подготовку немецких контрмер, в случае выхода Италии из войны. В ночь с 9 на 10 июля союзники высадились на Сицилии и 15 июля Роммель получает назначение на должность командующего группой армий «В» в Северной Италии. В январе 1944 года он назначен командующим группой армий «В» в Северной Франции. Он попытался сделать «Атлантический вал» серьёзным препятствием для противника. Однако из-за стратегических разногласий с командующим всей войсковой группировкой во Франции — фельдмаршалом Рундштедтом, единый план обороны западной границы Рейха не был выработан, что и привело к неоперативности и несогласованности действий немецких войск во время высадки союзников в Нормандии 6 июня 1944 года.
После высадки союзников в Нормандии Роммель был тяжело ранен 17 июля, когда его автомобиль был обстрелян самолётом союзников (по наиболее правдоподобной версии, канадским «Спитфайром»). Его отправили домой в Ульм на лечение. Лечение проходило успешно, и через некоторое время врачам удалось открыть повреждённое левое веко фельдмаршала.

#### Смерть

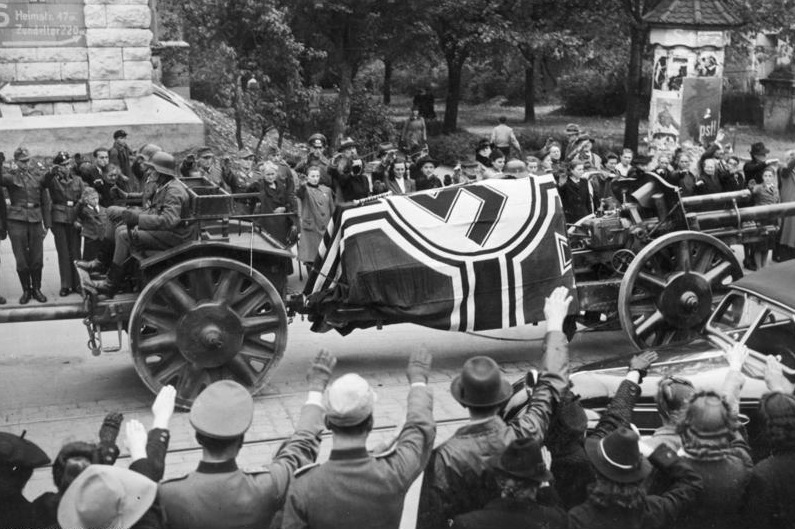
Гроб с телом Роммеля на лафете leFH 18

20 июля 1944 года было совершено неудавшееся покушение на Гитлера. Заговор был раскрыт, и один из заговорщиков назвал имя Роммеля, хотя непосредственного участия в заговоре Роммель не принимал. Учитывая выдающиеся заслуги генерал-фельдмаршала и его огромную популярность среди солдат и населения, Гитлер предоставил (через Вильгельма Бургдорфа) Роммелю выбор между Народным трибуналом и самоубийством. 14 октября 1944 года Роммель был вынужден принять цианистый калий. Официально нацистскими властями было объявлено, что генерал-фельдмаршал Роммель погиб в результате тяжёлого ранения, полученного в автомобильной аварии во время инспекционной поездки; по другой озвучиваемой версии Роммель умер от серьёзной и очень редкой болезни, приобретённой за годы службы в Северной Африке, от которой лечился всё это время. По приказу Гитлера Роммель как национальный герой Германии был похоронен со всеми воинскими почестями. 18 октября 1944 года — день его похорон — был объявлен днём национального траура.

## Награды
- Железный крест (1918)
  - 2-го класса (30 сентября 1914)
  - 1-го класса (22 марта 1915)
- Медаль «За военные заслуги» (Королевство Вюртемберг)
  - В золоте (25 февраля 1915)
  - Рыцарский крест (8 апреля 1915)
- Pour le Mérite (Королевство Пруссия, 10 декабря 1917)
- Орден «За военные заслуги» (Королевство Бавария)
  - 4-го класса с мечами
  - 2-го класса
- Орден Фридриха 1-го класса с мечами (Королевство Вюртемберг)
- Нагрудный знак «За ранение» (1918) в серебре
- Крест «За военные заслуги» (Австро-Венгрия)
  - 4-го класса с воинским отличием
  - 3-го класса с воинским отличием
- Почётный крест Первой мировой войны 1914/1918 с мечами (1934)
- Медаль «В память 1 октября 1938 года» с планкой «Пражский град»
- Медаль «В память 22 марта 1939 года»
- Медаль «За выслугу лет в вермахте» с 4-го по 1-й класс
- Пряжка к Железному кресту
  - 2-го класса (17 мая 1940)
  - 1-го класса (21 мая 1940)
- Рыцарский крест Железного креста с Дубовыми Листьями, Мечами и Бриллиантами
  - Рыцарский Крест (27 мая 1940)
  - Дубовые Листья (№ 10, 20 марта 1941)
  - Мечи (№ 6, 20 января 1942)
  - Бриллианты (№ 6, 11 марта 1943)
- Нагрудный знак «За танковую атаку» в серебре
- Знак «Лётчик-наблюдатель» в золоте с бриллиантами
- Медаль «За воинскую доблесть» (Королевство Италия)
  - В серебре (22 апреля 1941)
  - В золоте (февраль 1942)
- Колониальный орден Звезды Италии кавалер (28 апреля 1942)
- Крест Великого офицера Военного ордена Италии (1942)
- Орден Михая Храброго 3-го и 2-го класса (Королевство Румыния, 12 июля 1944)

## Труды
- Rommel E. Attacks. — Athena Press, 1979. — ISBN 0-9602736-0-3
- Роммель Э. Пехота наступает. События и опыт. — М.: Принципиум, 2013. — 480 с. ISBN 978-5-9903270-3-0

## В популярной культуре
- В фильме Билли Уайлдера «Пять гробниц по пути в Каир» (1943) роль Роммеля исполнил Эрих фон Штрогейм.
- В советско-югославской военной драме, снятой в 1946 году, «В горах Югославии» Роммеля играет Боян Ступица.
- «Пустынный лис» / The Desert Fox: The Story of Rommel (1951). В роли Роммеля Джеймс Мэйсон.
- «Крысы пустыни» / The Desert Rats (1953). В роли Роммеля Джеймс Мэйсон.
- «Роммель вызывает Каир» / Rommel ruft Kairo (1959). Играет Пауль Клингер.
- «Гитлер» / Hitler (1962). В роли Грегори Гайе / Gregory Gaye.
- «Самый длинный день» (1962). В роли Вернер Хинц.
- «Ночь генералов» / The Night of the Generals (1967). В роли Кристофер Пламмер.
- «Битва за Эль-Аламейн» / La battaglia di El Alamein (Италия, Франция, 1969). В роли Робер Оссейн.
- Consigna: matar al comandante en jefe (Испания—Италия, 1970). В роли Пьеро Лулли / Piero Lulli.
- «Паттон» (1970). В роли Карл Михаэль Фоглер.
- Raid on Rommel (1971). В роли Вольфганг Прайс / Wolfgang Preiss.
- «Agnostos polemos» (Греция, 1971). В роли Гиоргос Курицис / Giorgos Kyritsis.
- Роль генерал-фельдмаршала Роммеля в масштабном американском мини-сериале «Война и воспоминание» (1988) исполнил Харди Крюгер.
- «Заговор убить Гитлера» / The Plot to Kill Hitler (1990). В роли Хельмут Грим / Helmut Griem.
- Night of the Fox (1990). В роли Майкл Йорк / Michael York.
- В 2012 году на немецком ТВ вышел телефильм про Роммеля[8]. В главной роли Ульрих Тукур / Ulrich Tukur.
- Альбом III: The Rommel Chronicles голландской дэт-метал-группы Hail of Bullets посвящён Роммелю.

## Галерея

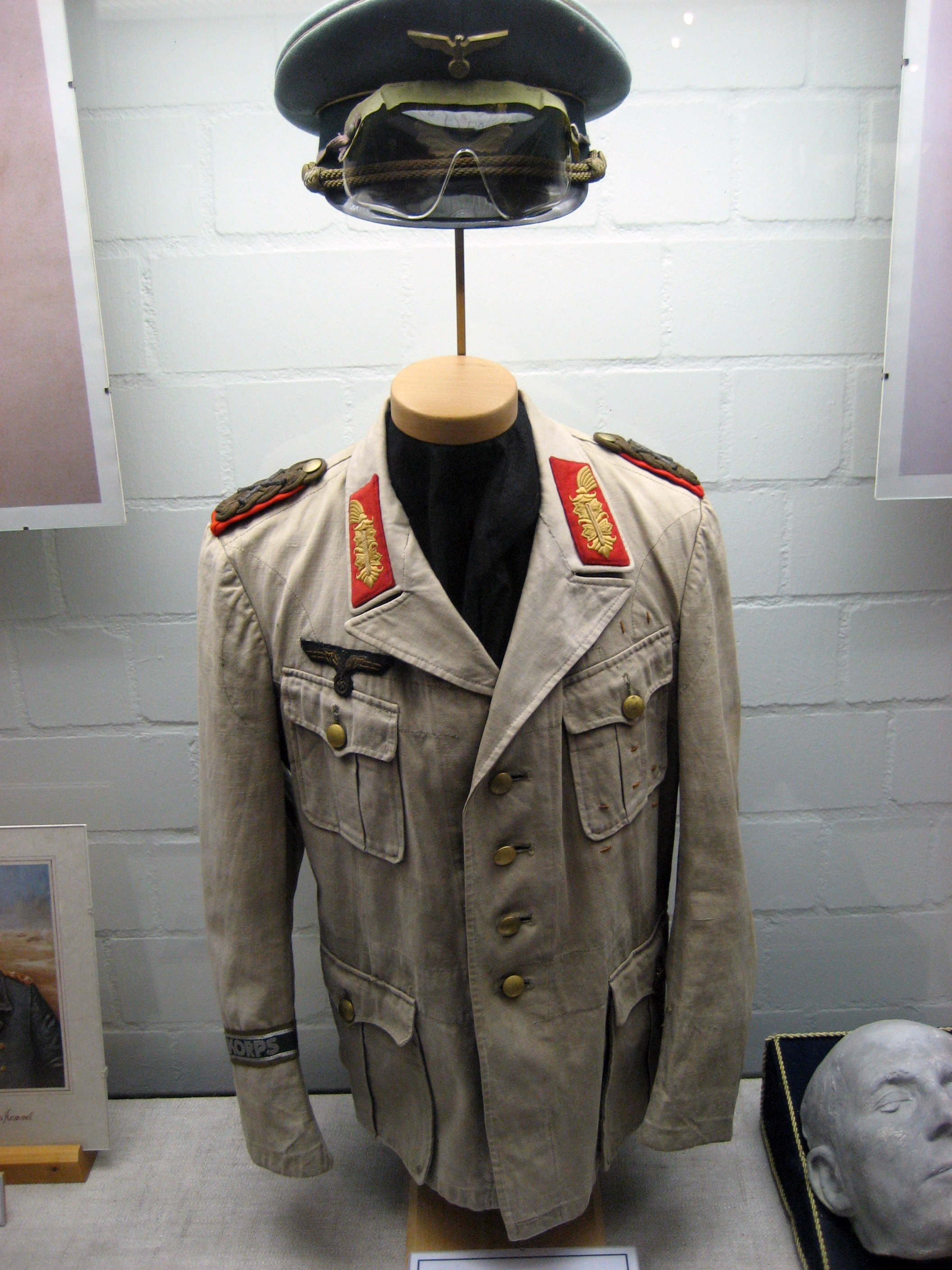
Африканская форма Роммеля
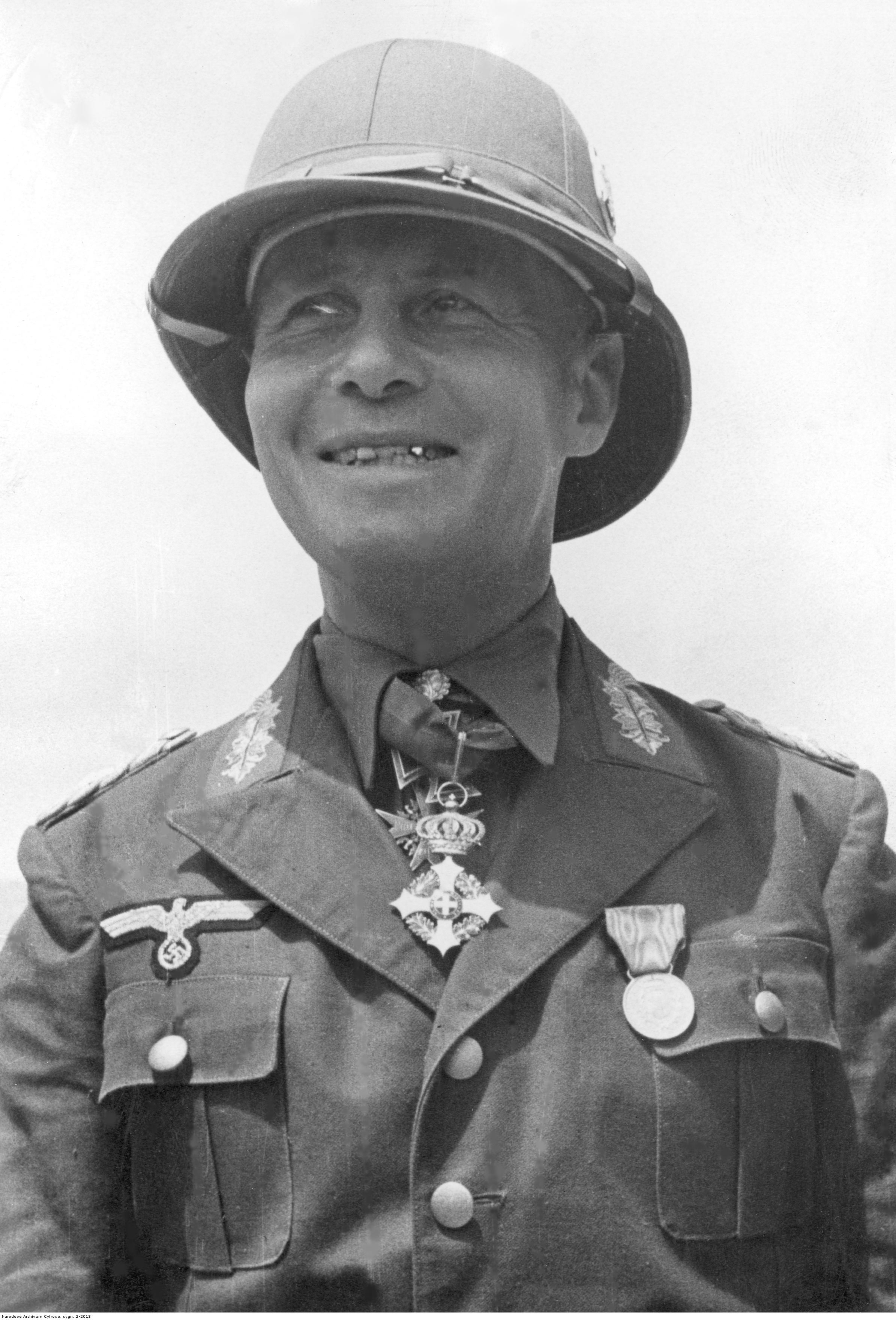
Роммель во время боевых действий в Африке
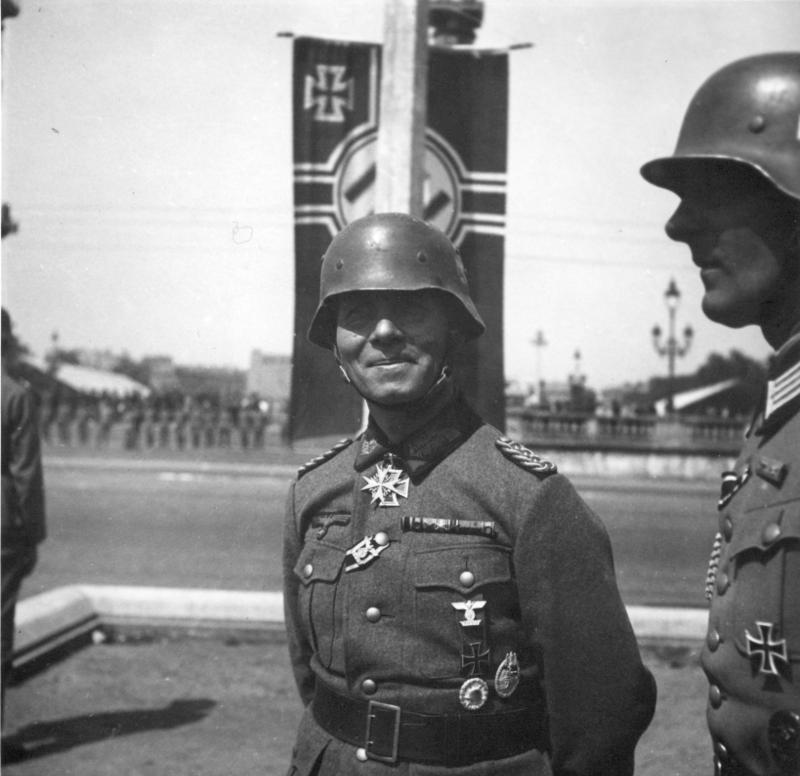
Роммель на параде
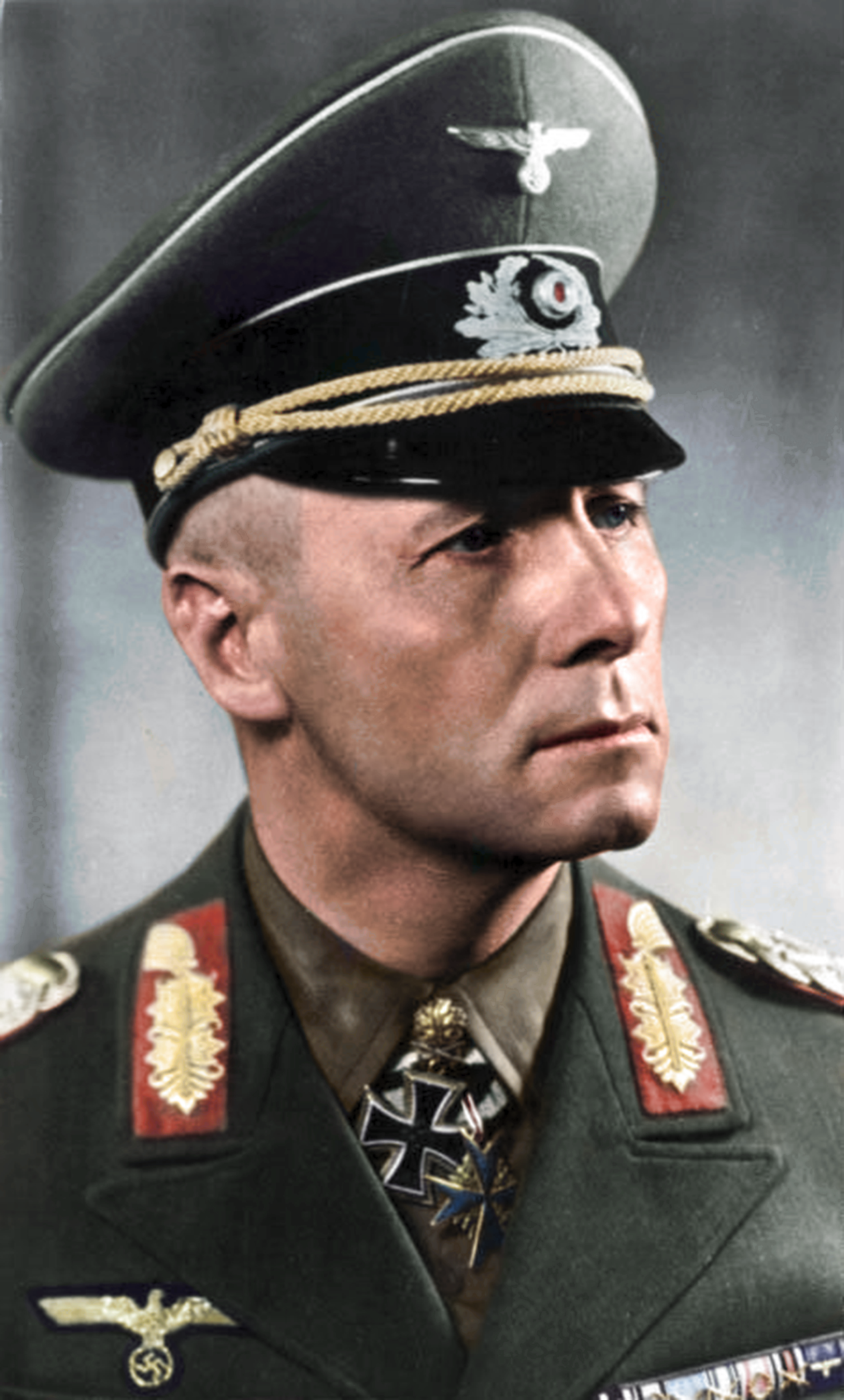
Роммель в 1942 году
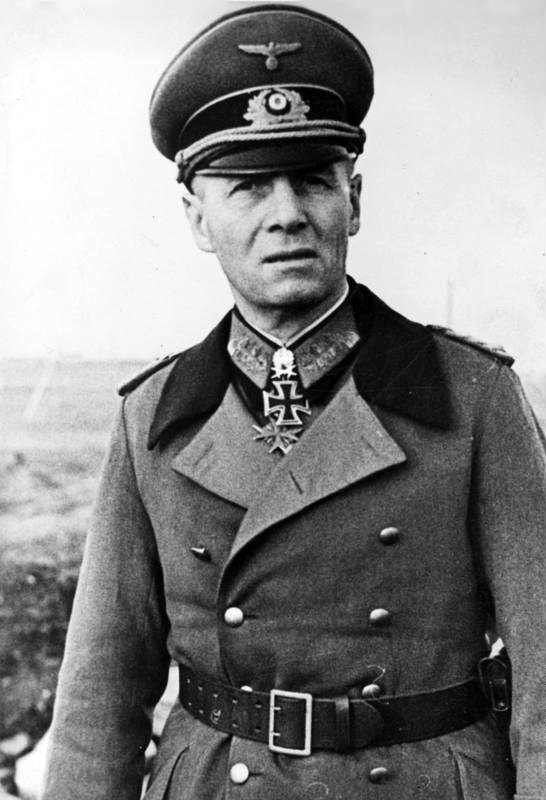
Роммель в декабре 1943 года
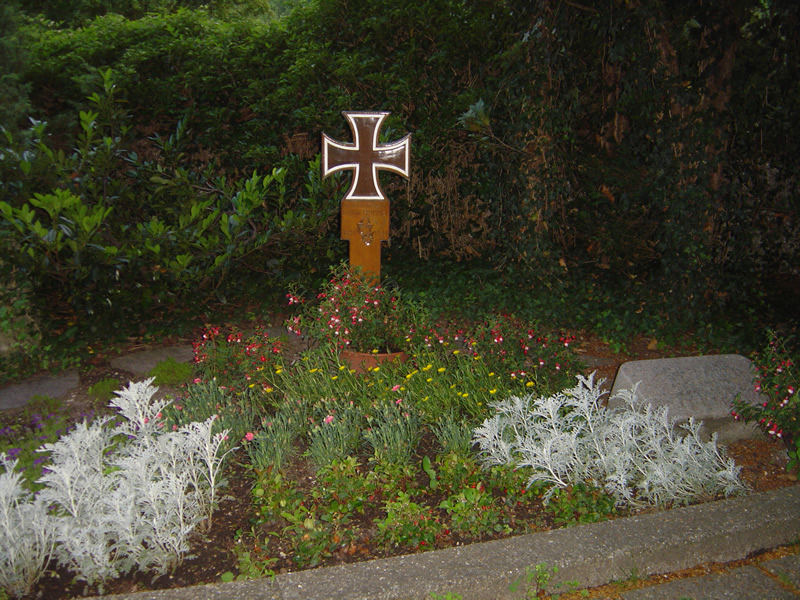
Могила Роммеля